# Yojo Christen
Yojo Christen (bürgerlicher Name Johannes Christen; * 18. Mai 1996 in Offendorf) ist ein deutscher Komponist und Pianist.

## Leben
Seit dem dritten Lebensjahr wurde Yojo Christen von seinem Stiefvater, dem Pianisten und Komponisten Franz Hummel unterrichtet. 
Mit sieben Jahren trat er in Konzerten auf und komponierte. Mit 14 Jahren führte ihn eine Tournee durch sieben japanische Städte und die GEMA hatte ihn als jüngsten Komponisten aufgenommen. Beim internationalen „Carl-Orff-Wettbewerb“ für Komposition 2014/15 gewann er als jüngster Teilnehmer den zweiten Preis der Jury und den Publikumspreis. Christen gab international Konzerte, er trat auch beim Schleswig-Holstein Musik Festival und dem Beethovenfest Bonn auf.
Aus seinem Klavierwerk IRINI komponierte er den letzten Satz zu Franz Hummels zweitem Klavierkonzert Krieg und Frieden, welches er mit dem Philharmonischen Orchester Regensburg unter der Leitung von Tetsurō Ban uraufführte.
2022 initiierte er in Kooperation mit dem Jane-Goodall-Institut die Konzertreihe „Klassik for future“ als Podium für junge Musiker.
Yojo Christen hat seinen Wohnsitz in Oberbayern.

## Diskografie
- Yojo, 15, Piano: Haydn, Mozart, Beethoven, Yojo (2012)[5]
- Yojo, 17, Piano: Beethoven, Liszt, Caspers (2013)[6]
- Atavistic Music – Extreme Jazz: Alexander Suleiman, Violoncello – Yojo, Klavier (2014)[7]
- Yojo, 19, Piano: Beethoven, Chopin, Yojo (2016)[8]
- Vivum: Yojo Christen plays Gershwin, F. Hummel & Schubert (2023)[9]
- Factum: Yojo Christen plays Beethoven & Liszt (2023)[10]

## Werke als Komponist
- 2007 Engelsflügelpräludium
- 2008 Erste Sonate für Klavier Twittering Machine
- 2010 Sieben Variationen über Happy Birthday
- 2010 Intermezzo Sakura
- 2014 IRINI für den Carl-Orff-Kompositionswettbewerb
- 2017 Starbright Musical mit Franz Hummel und Susan Oswell (unveröffentlicht)